# Бухаров, Александр Васильевич
Алекса́ндр Васи́льевич Буха́ров (1892—1952) — российский и советский тяжелоатлет и спортивный организатор. Заслуженный мастер спорта СССР (1934 — первый ЗМС по тяжёлой атлетике).

## Биография
Выступал за Москву за клубы: ОЛЛС (Общество любителей лыжного спорта), «Санитас», «Динамо». Ученик Морро-Дмитриева.
8-кратный чемпион России и СССР (1915—1926), 25-кратный чемпион Москвы (1910—1934), многократный рекордсмен России, СССР и мира. Выступал в легчайшем весе: до 60 кг (другое название — «вес пера»), после изменения границ весовых категорий в 1926 году — до 62 кг.
С 1923 года — один из первых организаторов и основоположников тяжелой атлетики в обществе «Динамо».
Более 30 лет возглавлял отдел тяжёлой атлетики Всесоюзного спорткомитета. Был главным секретарем на чемпионатах СССР (1927 и 1934), главным судьёй на чемпионатах СССР (1937, 1948, 1949, Чемпионат СССР по тяжёлой атлетике 1950). Судья всесоюзной (1937) и международной категорий. Отличник физической культуры (1947).
Участник Великой Отечественной войны, начальник отделения по сбору трофейного имущества и металлолома штаба 17-й стрелковой дивизии. Капитан административной службы.
Скончался 23 декабря 1952 года в Москве, похоронен на Введенском кладбище.

## Спортивные достижения

### Чемпионаты России и СССР
| год  | соревнование                   | место проведения | вес      | результат | сумма                               | жим + рывок одной + рывок + толчок одной + толчок |
| ---- | ------------------------------ | ---------------- | -------- | --------- | ----------------------------------- | ------------------------------------------------- |
| 1914 | 2-я Российская олимпиада       | Рига             | до 60 кг | 2-е место | 352,5 кг                            | 72,5 + 55,0 + 62,5 + 67,5 + 95,0                  |
| 1914 | 2-я Российская олимпиада       | Рига             | до 60 кг | 2-е место | поднятие гирь двумя руками — 95 раз | поднятие гирь двумя руками — 95 раз               |
| 1914 | Чемпионат России               | Петроград        | до 60 кг | 2-е место | 334,2 кг                            | 72,5 + 52,0 + 60,0 + 54,7 + 95,0                  |
| 1915 | Чемпионат России               | Москва           | до 60 кг | чемпион   | 286,8 кг                            | 72,9 + 53,2 + 64,7 + — + 96,0                     |
| 1916 | Чемпионат России               | Петроград        | до 60 кг | чемпион   | 374,5 кг                            | 77,8 + 53,2 + 73,7 + 69,5 + 100,5                 |
| 1918 | Чемпионат Советской Республики | Москва           | до 60 кг | чемпион   | 375,8 кг                            | 82,5 + 49,5 + 73,8 + 70,0 + 100,0                 |
| 1920 | Чемпионат РСФСР                | Москва           | до 60 кг | чемпион   | 381,1 кг                            | 82,5 + 51,3 + 74,3 + 71,0 + 102,0                 |
| 1922 | Чемпионат РСФСР                | Москва           | до 60 кг | чемпион   | 376,6 кг                            | 79,1 + 55,2 + 73,7 + 66,3 + 102,3                 |
| 1923 | Чемпионат СССР                 | Москва           | до 60 кг | чемпион   | 382,5 кг                            | 79,1 + 55,5 + 74,7 + 70,6 + 102,6                 |
| 1924 | Чемпионат СССР                 | Киев             | до 60 кг | чемпион   | 380,0 кг                            | 78,6 + 55,1 + 74,0 + 69,8 + 102,5                 |
| 1926 | Чемпионат СССР                 | Москва           | до 62 кг | чемпион   | 416,8 кг                            | 83,9 + 61,0 + 84,2 + 75,1 + 112,6                 |

1. ↑  Порядок упражнений до 1918 года менялся; на чемпионате России 1915 года в данном весе толчок одной не проводился.
2. ↑  В рамках Красной предолимпиады.
3. ↑  Получил приз за лучший коэффициент поднятого в пятиборье веса по отношению к своему собственному весу.

### Рекорды России и СССР
По состоянию на 7 ноября 1917 года Бухаров владел 4 рекордами России (из 11 дисциплин),

 1 из которых — мировой рекорд, зарегистрированный Международным союзом тяжелоатлетов:
- выжимание:
  - правой рукой — 65,5 кг
  - левой рукой — 55,2 кг
  - двумя руками — 81,3 кг
- приседание (штанга на плечах) — 104,4 кг

17 декабря 1917 года Бухаров установил первые рекорды Советской России; эти рекорды превышали мировые.

 Всего в 1917—1926 годах он установил 24 рекорда Советской России и СССР, из которых 5 превышали официальные рекорды Мира (категория до 60 кг, 1926 — до 62 кг).
| Пятиборье           | Пятиборье | Пятиборье   | Пятиборье       | Пятиборье        |
| ------------------- | --------- | ----------- | --------------- | ---------------- |
| 382,5 кг            | 1923      | 14—16 марта | Москва          | Чемпионат СССР   |
| 393 кг              | 1924      | 2—4 августа | Нижний Новгород |                  |
|                     |           |             |                 |                  |
| 426 кг              | 1926      | 16 апреля   | Москва          |                  |
| Жим двумя руками    |           |             |                 |                  |
| 81,9 кг             | 1917      | 17 декабря  | Москва          | Чемпионат Москвы |
| 82,5 кг             | 1918      | 1 марта     | Москва          |                  |
| Рывок левой рукой   |           |             |                 |                  |
| 61,2 кг             | 1923      | 20 мая      | Москва          | Чемпионат Москвы |
| Рывок правой рукой  |           |             |                 |                  |
| 61,2 кг             | 1923      | 20 мая      | Москва          | Чемпионат Москвы |
| Рывок двумя руками  |           |             |                 |                  |
| 75,35 кг            | 1917      | 17 декабря  | Москва          | Чемпионат Москвы |
| 79,65 кг            | 1921      | 21 апреля   | Москва          |                  |
| 89,1 кг             | 1924      | 25 апреля   | Москва          |                  |
|                     |           |             |                 |                  |
| 83,3 кг             | 1926      | 18 февраля  | Москва          |                  |
| 84,2 кг             | 1926      | 9 апреля    | Москва          | Чемпионат СССР   |
| Толчок левой рукой  |           |             |                 |                  |
| 69,5 кг             | 1921      | 21 марта    | Москва          |                  |
|                     |           |             |                 |                  |
| 74,9 кг             | 1926      | 10 апреля   | Москва          |                  |
| Толчок правой рукой |           |             |                 |                  |
| 69,8 кг             | 1924      | 27 декабря  | Киев            | Чемпионат СССР   |
| Толчок двумя руками |           |             |                 |                  |
| 106,4 кг            | 1918      | 24 ноября   | Москва          |                  |
| 107,7 кг            | 1921      | 26 марта    | Москва          |                  |
|                     |           |             |                 |                  |
| 112,6 кг            | 1926      | 12 апреля   | Москва          | Чемпионат СССР   |

1. 1 2  Результат уступал рекорду дореволюционной России, принадлежавшему тяжелоатлету из Риги.

3 рекорда Бухарова были превышены в СССР только в начале 1930-х годов:
- рывок двумя руками — 89,1 кг (1924) — превышен в 1932 Георгием Поповым (до 62 кг);
- толчок левой рукой — 74,9 кг (1926) — превышен в 1933 Алексеем Петровым (до 62 кг);
- пятиборье — 426 кг (1926) — превышен в 1934 Георгием Поповым (до 60 кг).

## Книги
Автор нескольких пособий для начинающих, в том числе:
- Бухаров А. В. Поднимание тяжестей: Краткое руководство для инструкторов секций поднимания тяжестей и тяжелоатлетов-гиревиков. — М.: «Физкультура и туризм», 1933. — 72 с.
- Бухаров А. В. Гиревой спорт. — М.: «Физкультура и туризм», 1936. — 136 с. — (Б-ка начинающего физкультурника).

## Награды
- Орден Трудового Красного Знамени (22.07.1937)
- Орден Красной Звезды
- Медаль «За боевые заслуги» (14.08.1942)